# Ключковський Юрій Богданович
Ю́рій Богда́нович Ключко́вський (нар. 18 липня 1949, Львів) — український політик. Народний депутат України. Кандидат фізико-математичних наук (з 1978). Доцент кафедри теоретичної фізики Львівського державного університету імені Івана Франка (1993–94 і 1995–96). Член Ради НС «Наша Україна» (з березня 2005); член президії Ради НС «Наша Україна» (з грудня 2006)

## Життєпис
Народився 18 липня 1949році, у Львові.
З 1967 до 1972 року навчався на фізичному факультеті Львівського державного університету імені Івана Франка за спеціальністю «Фізика», а з 1994 до 1995 року у Інституті державного управління і самоврядування при Кабінеті Міністрів України за фахом магістр державного управління. Аспірант Львівської філії математичної фізики Інституту математики АН УРСР (1974—1977). 
Захистив кандидатську дисертацію «Лагранжеве формулювання класичної релятивістської механіки системи частинок з прямою взаємодією».
Вершиною наукової кар'єри стало викладання у Національному університеті «Києво-Могилянська академія».
Автор близько 70 друкованих праць.
Володіє англійською та польською мовами.

## Кар'єра
- 08.1972-08.1974 — учитель фізики СШ № 51 міста Львова.
- 11.1977-12.1990 — молодший науковий працівник, старший науковий працівник Інституту прикладних проблем механіки і математики АНУ.
- 01.1991-01.1993 — старший науковий працівник Інституту фізики конденсованих систем АНУ.
- 01.1993-09.1994, 09.1995-02.1996 — доцент кафедри теоретичної фізики Львівського державного університету ім. І.Франка.
- 01.1996-04.1998 — начальник управління освіти Львівської облдержадміністрації.

06.1994-04.1998 — депутат, голова комісії з питань освіти і культури Львівської облради.
Звичайний член НТШ (1990).
Член НРУ (1989—2005), з 09.1990 — член край. проводу, 02.1992-12.1994 — голова Львівської крайової організації НРУ; член Центрального проводу НРУ (з 03.1992), заступник голови НРУ (з 05.1999), член Політради НРУ (з 03.1999).
Уповноважений представник кандидата на пост Президента України В. Ющенка в ЦВК (2004—2005).
Член президії Ради НС «Наша Україна» (03.-11.2005).
Представник Президента України у ВР України (11.2005-11.2006).

## Парламентська діяльність
Березень 1994 — кандидат в народні депутати України за Мостиським виборчим округом № 278 Львівської області, висунутий НРУ. 1-й тур — 10.59 %, 2 місце з 12 претендентів.
Народний депутат України 3-го скликання 03.1998-04.2002 від НРУ, № 39 в списку. На час виборів: начальник управління освіти Львів. облдержадмін., член НРУ. Член фракції НРУ (05.1998-02.1999), уповноважений представник фракції НРУ (першої) (з 03.1999; з 04.2000 — фракція НРУ). Заступник голови Комітету з питань державного будівництва, місцевого самоврядування та діяльності рад (з липня 1998), заступник голови Комітету з питань державного будівництва, місцевого самоврядування. Член Тимчасової спеціальної комісії ВР України з питань дотримання органами державної влади і місцевого самоврядування та їх посадовими особами, Центральною виборчою комісією норм виборчого законодавства під час підготовки і проведення виборів Президента України (з травня 1999).
Народний депутат України 4-го скликання з 14 травня 2002 до 25 травня 2006 від Блоку Віктора Ющенка «Наша Україна», № 19 в списку. На час виборів: народний депутат України, член НРУ. Член фракції «Наша Україна» (з травня 2002). Заступник голови Комітету з питань державного будівництва та місцевого самоврядування (з червня 2002).
Народний депутат України 5-го скликання з 25 травня 2006 до 15 червня 2007 від Блоку «Наша Україна», № 16 в списку. На час виборів: народний депутат України, член політичної партії Народний Союз «Наша Україна». Член фракції Блоку «Наша Україна» (з травня 2006). Член Комітету з питань державного будівництва, регіональної політики та місцевого самоврядування (з липня 2006).
Народний депутат України 6-го скликання з 23 листопада 2007 до 12 грудня 2012 від Блоку «Наша Україна — Народна самооборона», № 20 в списку. На час виборів: тимчасово не працював, член політичної партії Народний Союз «Наша Україна». Член фракції Блоку «Наша Україна — Народна самооборона» (з листопада 2007). Заступник голови Комітету з питань державного будівництва та місцевого самоврядування (з грудня 2007)
Є основним розробником проекту Виборчого кодексу України.

## Нагороди, державні ранги
- Орден «За заслуги» III ступеня (серпень 2005)[7], II ступеня (жовтень 2009)[8].

## Сім'я
Українець. Батько Ключковський Богдан Григорович (1925 - 2016) — філолог. Мати Ірина Іванівна (1926 - 2018) — філолог. Колишня дружина Ірина Михайлівна (1954) — філолог, старший викладач, завідувач секції романських мов катедри іноземних мов Національного університету «Львівська політехніка». Дочка Ярина (1975). Син Маркіян (1983).